# Valderrebollo
Valderrebollo ist ein Ort und eine Gemeinde (municipio) mit 25 Einwohnern (Stand: 2024) im Zentrum der Provinz Guadalajara in der Autonomen Gemeinschaft Kastilien-La Mancha in Zentralspanien. 

## Lage und Klima
Valderrebollo liegt in einer Höhe von ca. 970 m in der Kulturlandschaft der Alcarria am Río Tajuña. Die Entfernung zur südwestlich gelegenen Provinzhauptstadt Guadalajara beträgt ca. 33 Kilometer (Fahrtstrecke). Das Klima ist gemäßigt bis warm; Regen (569 mm/Jahr) fällt übers Jahr verteilt.

## Bevölkerungsentwicklung
| Jahr      | 1970 | 1981 | 1991 | 2001 | 2011 | 2021 |
| Einwohner | 47   | 27   | 52   | 28   | 42   | 25   |

## Sehenswürdigkeiten
- Marienkirche

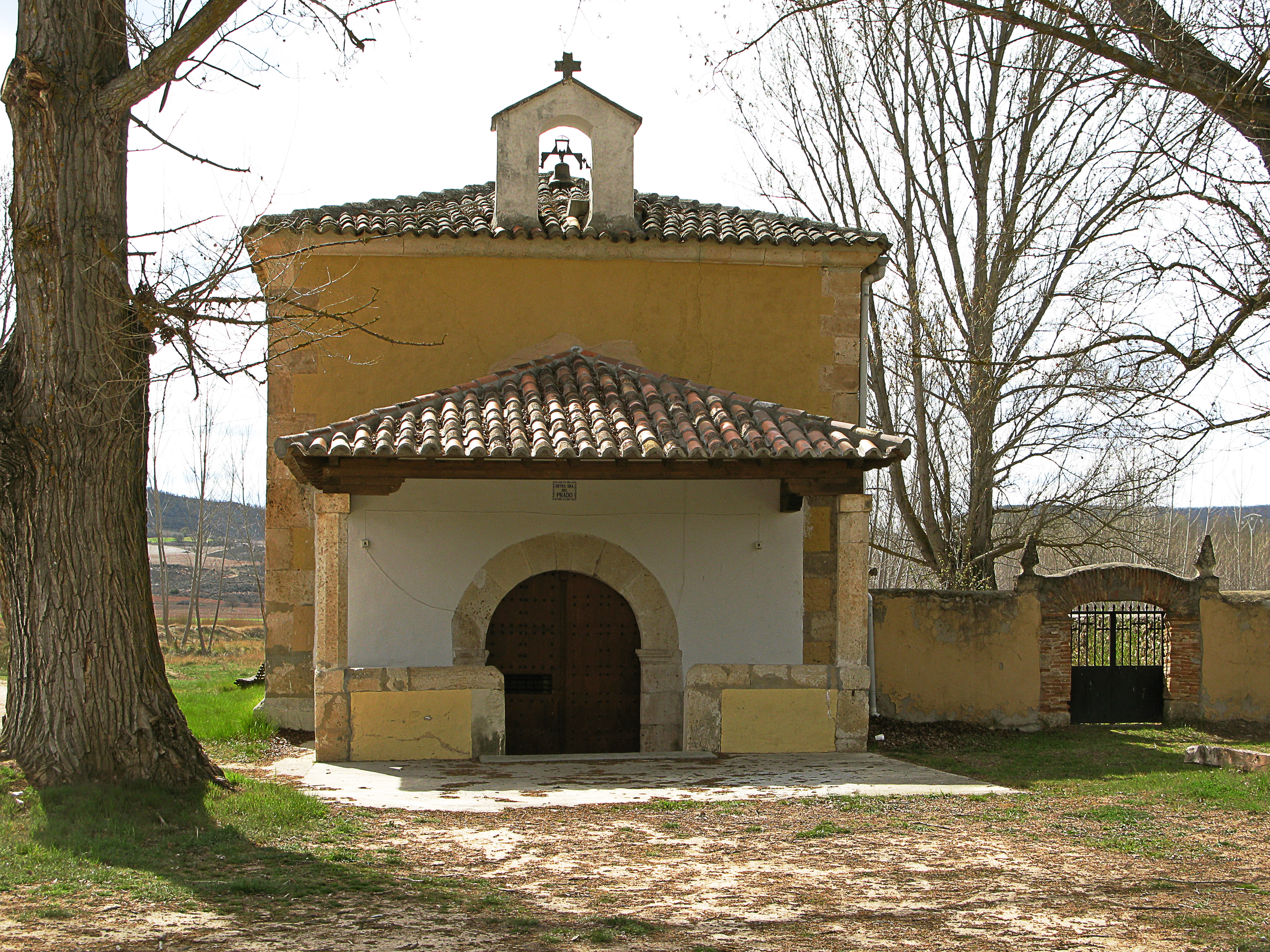
Marienkapelle

- Marienkapelle